# Cobus Industries
Cobus Industries GmbH, vormals Contrac GmbH, mit Sitz in Wiesbaden-Delkenheim wurde im Jahre 1978 gegründet und ist heute ein Gemeinschaftsunternehmen der portugiesischen CaetanoBus – Fabricação Carroçarias S.A. (59 %) und der deutschen Daimler Truck AG (41 %). Ab 1989 entwickelte das Unternehmen unter Schweizer Lizenz den Vorfeldbus Cobus für den Einsatz auf Flughäfen.

## Geschichte
Der erste Cobus wurde – noch ohne Verwendung dieses Markennamens – von den Schweizer Unternehmen Carrosserie Hess und FBW für den Flughafen Zürich entwickelt und 1978 in Betrieb genommen. Das Fahrzeug verfügte über eine geschweißte Vollaluminium-Karosserie. Das Chassis bestand aus einem Triebkopf mit darauf platziertem Frontmotor, der auf die Vorderachse wirkte, sowie einem Rollschemel für den Fahrgastraum. Das Konzept überzeugte nicht nur den Flughafen Zürich, sondern auch Jürgen Kamps, den damaligen Geschäftsführer der Firma Contrac. So kam es am 30. November 1989 zum Vertragsabschluss zwischen Hess und Contrac, der die Rechte für den weltweiten Vertrieb und die Montage von Buskits an Contrac übertrug. Ebenfalls mit von der Partie war der portugiesische Hersteller Salvador Caetano, bei dem die Busse zusammengebaut wurden. Damals hatte Hess bereits die zweite Generation von Flughafenbussen mit einer geschraubten Aluminiumkarosserie nach dem patentierten CO-BOLT-System entwickelt, und FBW war inzwischen in NAW aufgegangen. Contrac gab den Flughafenbussen auch den Markennamen „Cobus“, der bereits ab der ersten Lizenzlieferung verwendet wurde.
Seit 1990 ist Cobus Marktführer im Segment der Flughafen-Vorfeldbusse mit einem Weltmarktanteil von anfangs 50 %, der bis 2016 auf über 75 % gestiegen ist bei einem jährlichen Absatz weltweit von rund 400 Einheiten.

## Fertigung
Cobus Industries betreibt keine eigene Herstellung und lässt sämtliche Produkte durch CaetanoBus im Auftrag fertigen. Zu diesem Zweck werden die Fahrgestelle aus dem Hause EvoBus (Tochterunternehmen der Daimler Truck) sowie weitere Teile von Dritten bezogen und der Produktion bei CaetanoBus beigestellt. Basierend auf Cobus Industries’ Vorgaben fertigt CaetanoBus die Busaufbauten und übernimmt die Endmontage aller Produktbestandteile. Von CaetanoBus in Vila Nova de Gaia werden die Busse in der Regel direkt zu den Endkunden geliefert. Bei Sonderausstattungen (z. B. VIP Ausfertigungen etc.) werden die Busse nach der Endmontage von Portugal nach Deutschland überführt, wo Spezialunternehmen den Einbau der Sonderausstattungen übernehmen.

### Modelle
- Cobus 2500

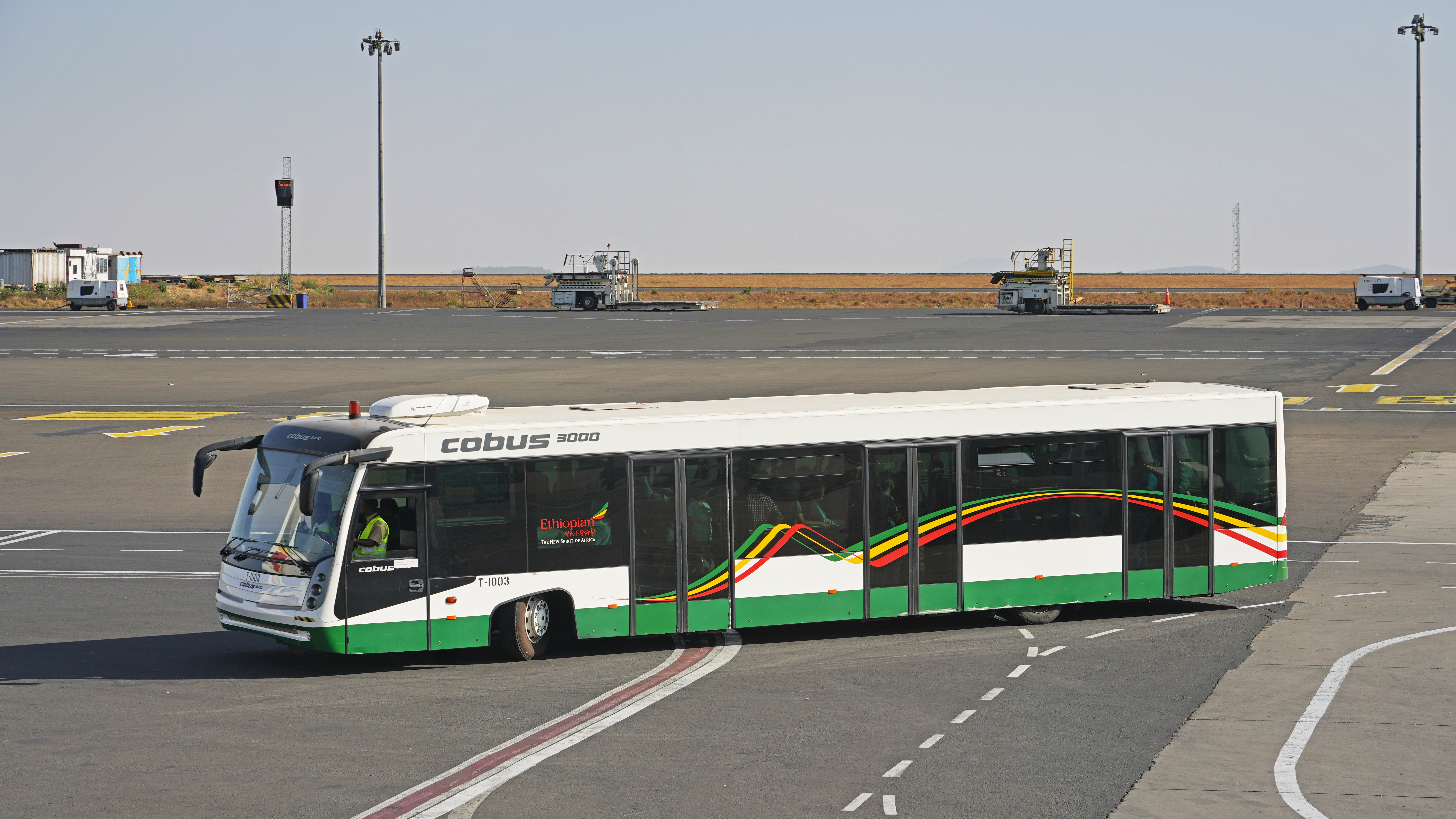
Cobus 3000

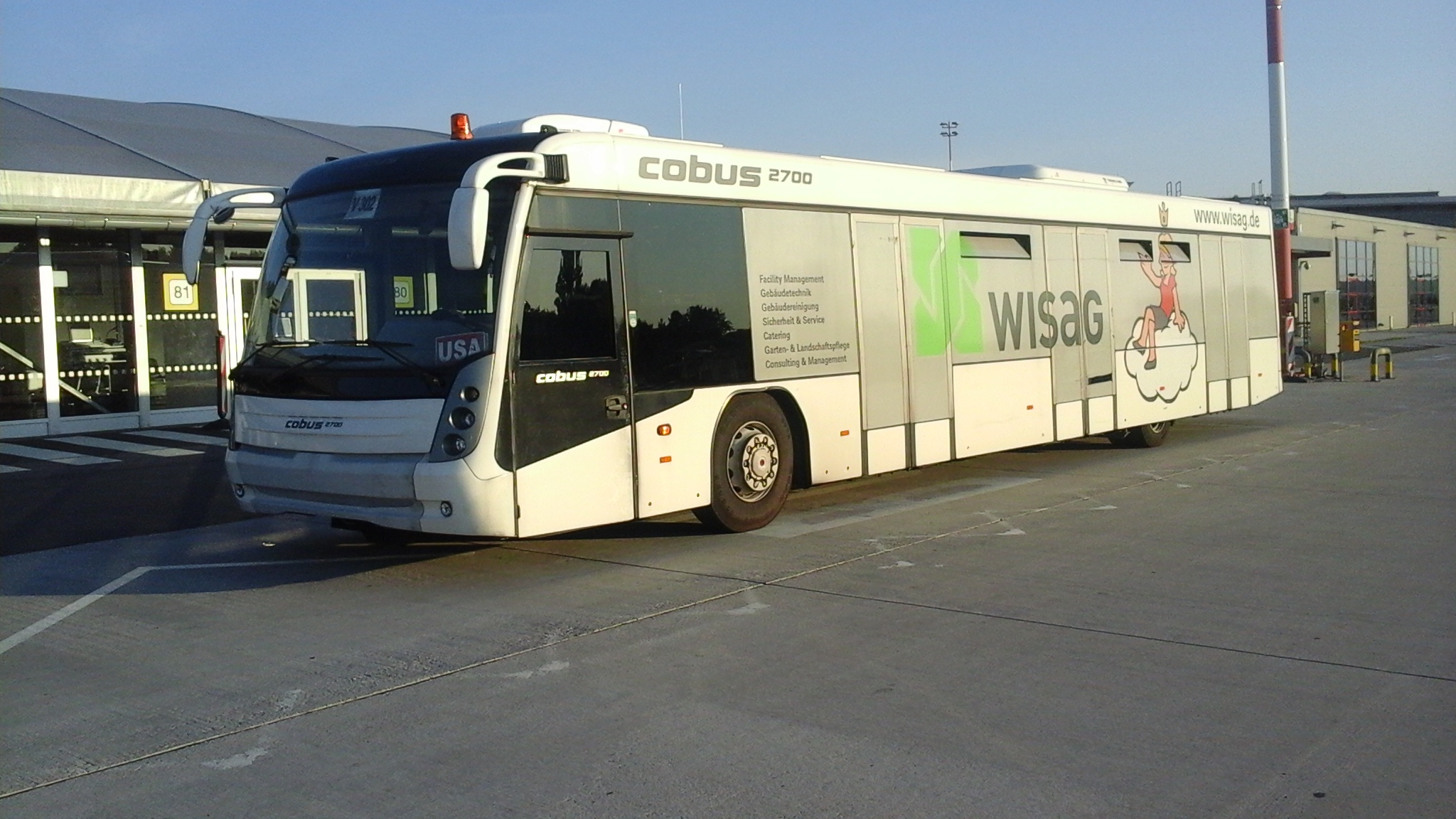
Cobus 2700 - Flughafen TXL Berlin-Tegel

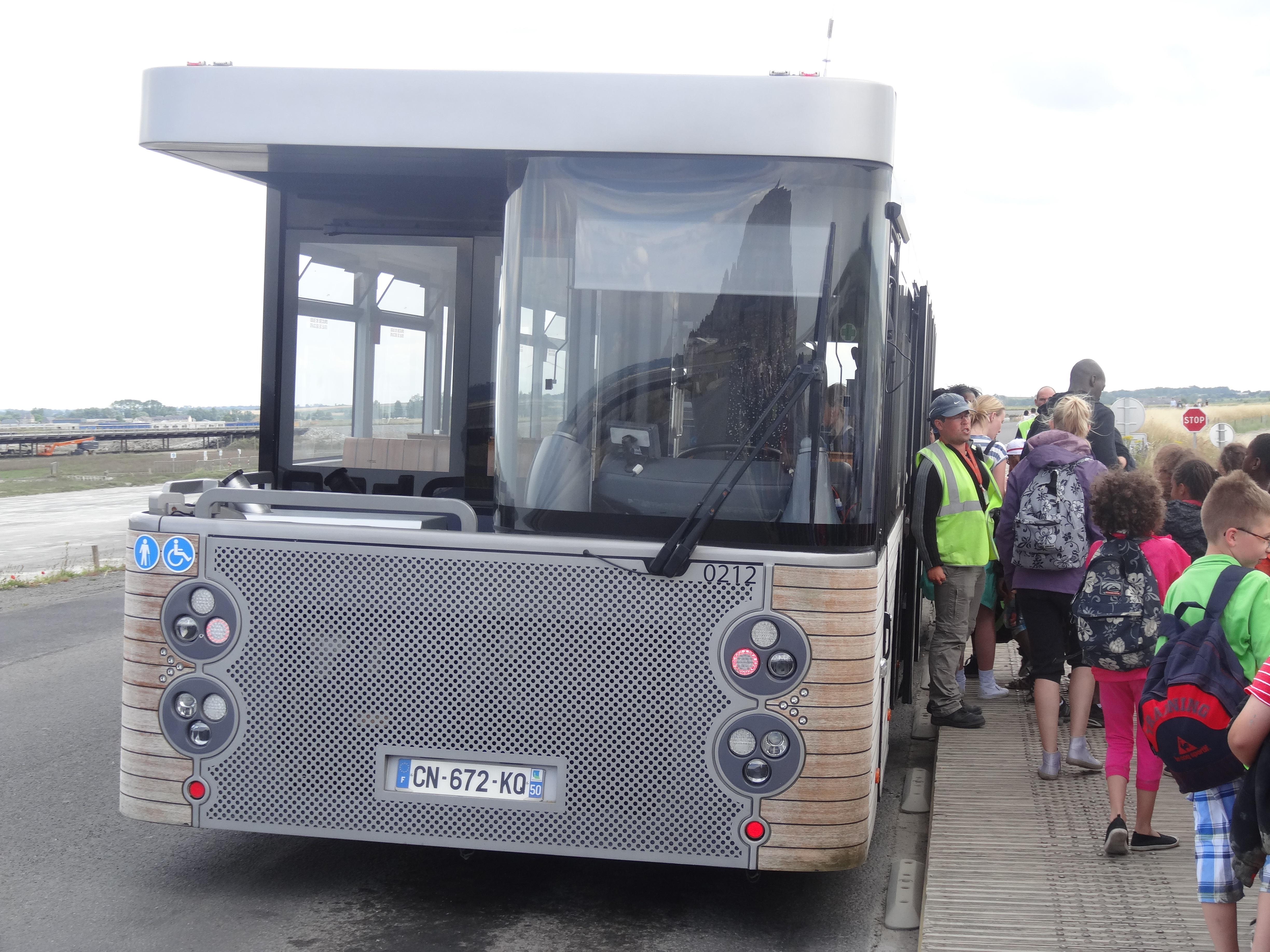
Contrac DES, 2014

- Cobus 2500 Executive, für VIP-Transport im Flughafenbereich
- Cobus 2700 für bis zu 99 Passagiere
- Cobus 2700s für bis zu 77 Passagiere
- Cobus 3000 für bis zu 112 Passagiere
- eCobus
- Contrac DES: Für den Transport von Passagieren vom Festland zur Insel Mont-Saint-Michel werden als Pendelbusse Zweirichtungs-Busse des Typs DES (Double End Steering) eingesetzt.[4] Das Fahrzeug entstand in Kooperation mit Paul Nutzfahrzeuge.[5]

### Elektrisch betriebene Busse
Mit dem Cobus 2500e wurde bereits 2011 ein erster Elektrobus auf der Linie 103 der OVB experimentell eingesetzt. Cobus Industries hat zudem das Projekt e.Cobus 2011 zusammen mit CaetanoBus gestartet und ab 2012 Prototypen auf Flughäfen in Europa vorgeführt. 2014 kam der e.Cobus auf den Markt, und seit Ende 2015 laufen 100 % elektrisch angetriebene Fahrzeuge auf den Flughäfen Stuttgart und Genf.